# Calling Time
Calling Time je studijski album pevca Basshunterja, ki je izšel 13. maja 2013 pri založbi Gallo Record Company.

## Seznam skladb
| Št. | Naslov                                  | Dolžina |
| --- | --------------------------------------- | ------- |
| 1.  | „Saturday‟                              | 3:00    |
| 2.  | „Dream on the Dancefloor‟               | 3:12    |
| 3.  | „Crash & Burn‟                          | 3:08    |
| 4.  | „Wake Up Beside Me‟ (feat. Dulce María) | 2:41    |
| 5.  | „Calling Time‟                          | 3:07    |
| 6.  | „Far Away‟                              | 3:42    |
| 7.  | „I've Got You Now‟                      | 3:10    |
| 8.  | „You're Not Alone‟                      | 2:57    |
| 9.  | „Rise My Love‟                          | 2:33    |
| 10. | „Pitchy‟                                | 2:15    |
| 11. | „I Came Here to Party‟                  | 2:48    |
| 12. | „Dirty‟ (feat. Sandra)                  | 2:53    |
| 13. | „Lawnmover to Music‟                    | 4:21    |
| 14. | „Fest i hela huset‟                     | 2:50    |
| 15. | „Northern Light‟                        | 2:49    |

| Bonus tracks    | Bonus tracks                               | Bonus tracks |
| Št.             | Naslov                                     | Dolžina      |
| --------------- | ------------------------------------------ | ------------ |
| 16.             | „Far Away‟ (Josh's Big Room Remix)         | 3:29         |
| 17.             | „Dream on the Dancefloor‟ (Rude Dog Remix) | 3:22         |
| 18.             | „Northern Light‟ (Candlelight Version)     | 3:15         |
| Skupna dolžina: | Skupna dolžina:                            | 55:32        |

## Dosežki
| Lestvica (2013)                                   | Dosežek |
| ------------------------------------------------- | ------- |
| Združene države Amerike (Dance/Electronic Albums) | 25      |